# هونگ کیونگ
هونگ کیونگ (کره‌ای: 홍경؛ زادهٔ ۱۴ فوریه ۱۹۹۶) بازیگر اهل کره جنوبی است. او بیشتر به خاطر ایفای نقش در فیلم بی‌گناهی (۲۰۲۰) شناخته می‌شود که به خاطر آن برندهٔ جایزه در مراسم جوایز هنری بکسانگ شد.

## فیلم‌شناسی

### فیلم
| سال  | عنوان       | نقش        | توضیحات      | منابع |
| ---- | ----------- | ---------- | ------------ | ----- |
| ۲۰۲۰ | بی‌گناهی     | آن جونگ سو |              |       |
| ۲۰۲۱ | یک مکان دور | هیون مین   | فیلم مستقل   | [ ۲ ] |
| ۲۰۲۱ | روی خط      | جویای شغل  | حضور افتخاری | [ ۳ ] |